# Осипенко (Запорожская область)
Осипе́нко (Новоспасовка) (укр. Осипенко) — село,
Осипенковский сельский совет,
Бердянский район, Запорожская область, Украина.
Код КОАТУУ — 2320685501. Население по переписи 2001 года составляло 4667 человек.
Является административным центром Осипенковского сельского совета, в который не входят другие населённые пункты.
С 28 февраля 2022 года село оккупировано российскими войсками.

## Географическое положение
Село Осипенко находится на берегу реки Берда (в основном на левом берегу),
выше по течению на расстоянии в 5 км расположено село Радивоновка,
ниже по течению на расстоянии в 5 км расположено село Старопетровка.
По правом берегу реки расположен большой дачный посёлок.
Рядом проходит автомобильная дорога М-14 (E 58).

## Происхождение названия
Село названо в честь его уроженки, советской лётчицы, одной из первых женщин, удостоенной звания Герой Советского Союза — Полины Денисовны Осипенко.
На территории Украины 3 населённых пункта с названием Осипенко.

## История
- 1805 год — основано как село Новоспасовка (Мариупольский уезд, Екатеринославская губерния).
- С 1918 года жители поддерживают махновское движение,сформировав два полка в составе РПАУ,активно сражавшихся против ВСЮР.В 1920 году в ходе отступления русских войск Новоспасовка занята частями РККА.Чекисты разгромили махновскую организацию села,расстреляв много местных жителей.
- В 1939 году в честь лётчицы Полины Осипенко переименовано в село Осипенко.

Во время войны

Окружение вермахтом частей РККА под селом Осипенко

В начале октября 1941 года окрестности села стали ареной кровопролитных сражений. 7 октября к северу от села наступавшие с запада части дивизии СС «Лейбштандарт» соединились с наступавшими с севера частями 1-й танковой группы Клейста (на илл.). В окружение попали 18-я и 9-я армии РККА. Советские войска оказались прижаты к морю и понесли большие потери. В плен попало около 100 тыс. красноармейцев. Командующий 18-й армией генерал-лейтенант А. К. Смирнов погиб .

## Экономика
- «Авангард», агрофирма, ООО.
- «Айстра», ООО.
- Сельскохозяйственный кооператив «Берда».
- ООО «Агро-Искра».
- ООО «Агро-Дружба».
- ООО «Агро-Юни».
- ООО «Степ».
- ф/х «Азов».

## Объекты социальной сферы
- Школа I—III ст.
- Детский сад.
- Осипенковский профессиональный аграрный лицей (ОПАЛ).
- Стадион.
- Больница и поликлиника.
- Осипенковское лесо-охотоведческое хозяйство.
- Дом культуры.
- Несколько клубов.
- Музей.

## Известные уроженцы
- Белаш, Виктор Фёдорович (1893—1938) — украинский революционер-анархист, участник Гражданской войны, начальник штаба армии Махно.
- Бондарец, Лука Никифорович (1892—1920) — один из лидеров махновского движения, военачальник в армии Махно.
- Осипенко Полина Денисовна (1907—1939) — лётчица, Герой Советского Союза.
- Перетятько, Гавриил Ильич (1921—1946) — участник Советско-финской и Великой Отечественной войны, полный кавалер ордена Славы.
- Прочко Игнатий Степанович (1903—1971) — генерал-лейтенант, участник Советско-финской, Великой Отечественной войны и Советско-японской войны.

## Религия

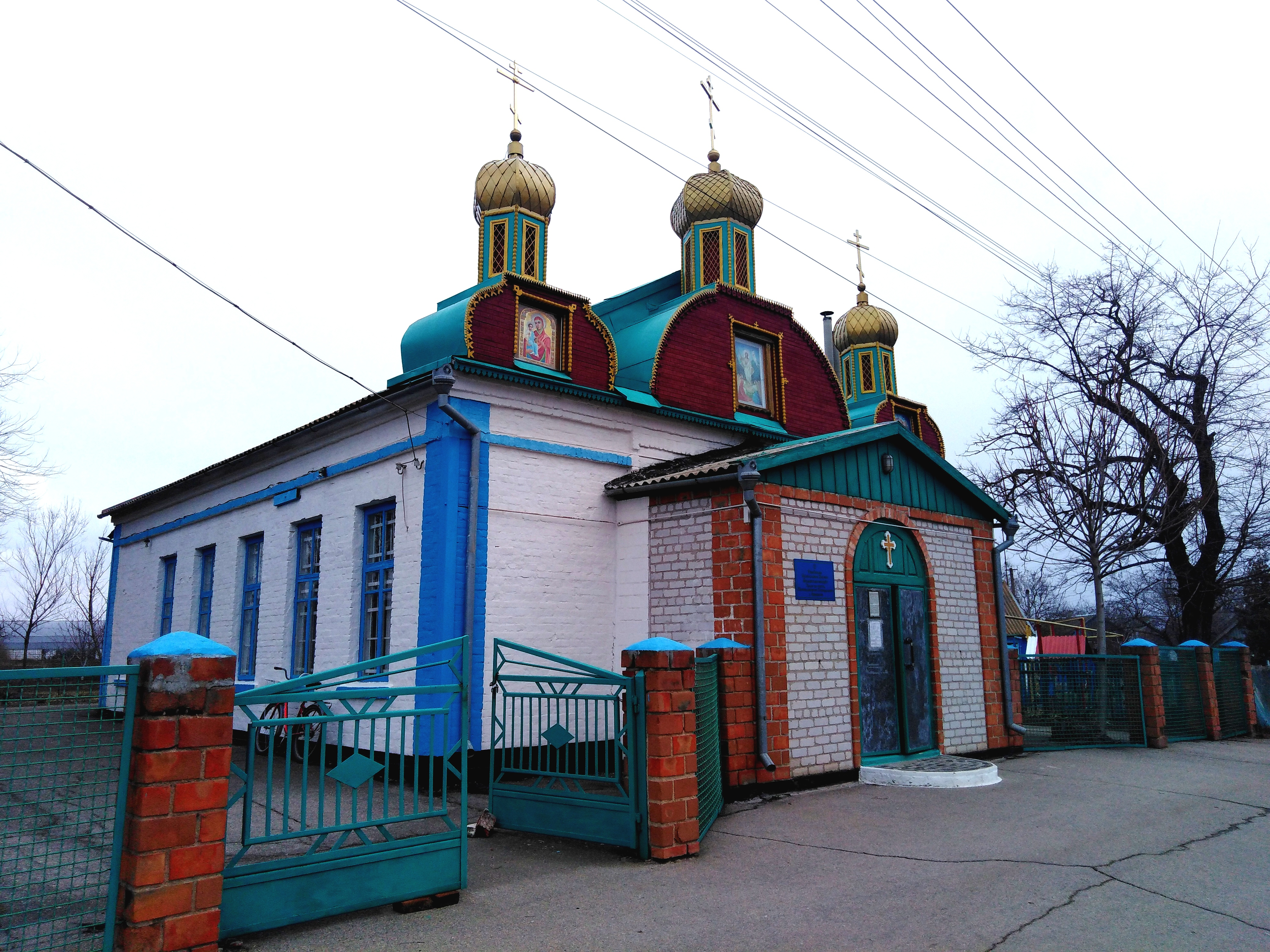
Храм во имя Преображения Господня

- Храм во имя Преображения Господня.
- Храм Украинской православной церкви Киевского патриархата.

## Достопримечательности
- Братская могила советских воинов и памятник воинам-односельчанам, погибшим в Великой Отечественной войне (1941-1945 гг.).

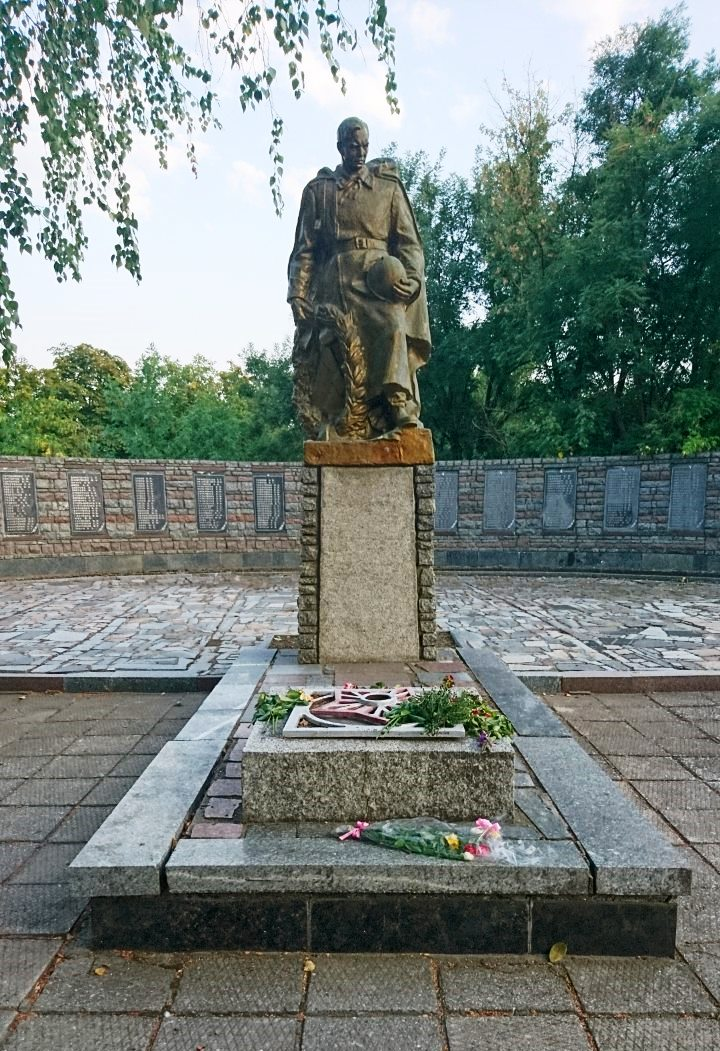
Братская могила советских воинов и памятник воинам-односельчанам, погибшим в ВОВ
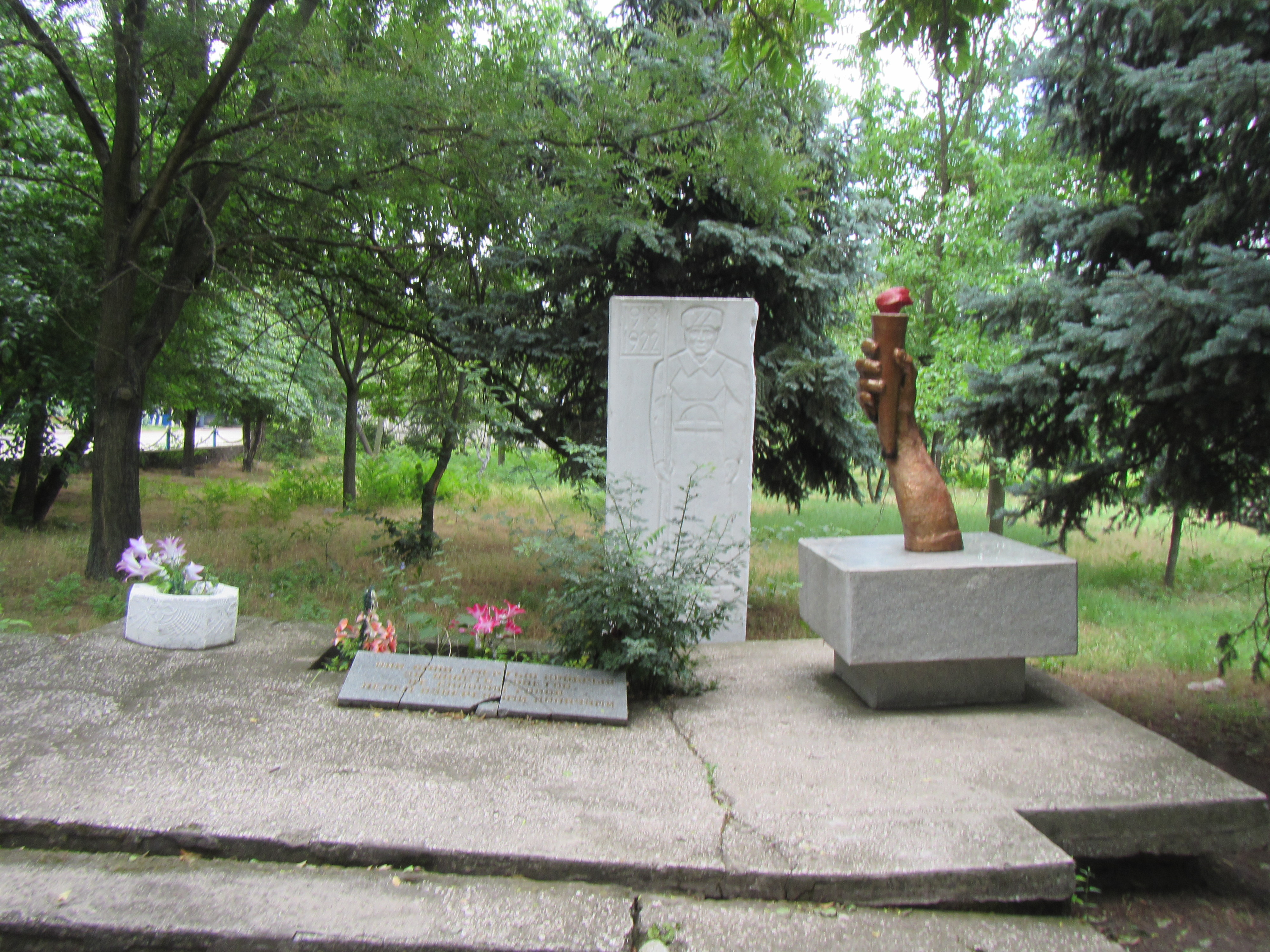
Братская могила советских воинов и памятник воинам-односельчанам, погибшим в ВОВ
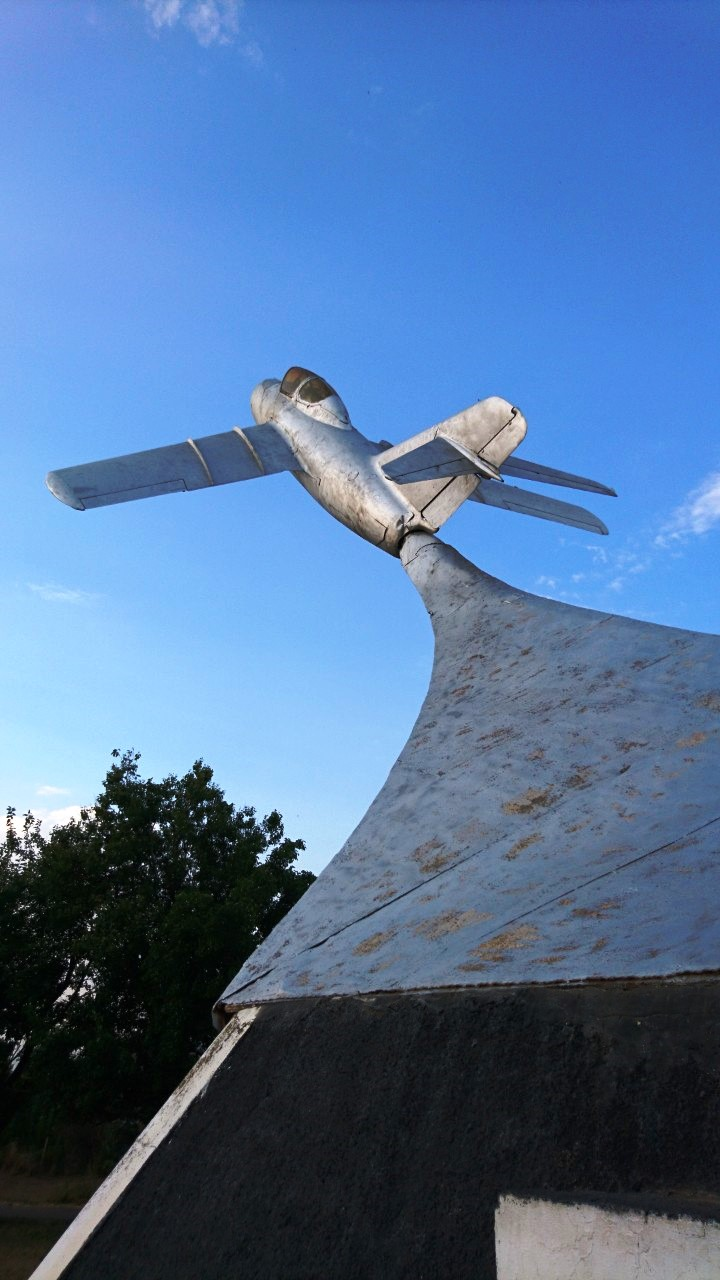
Самолёт - памятник Полине Осипенко
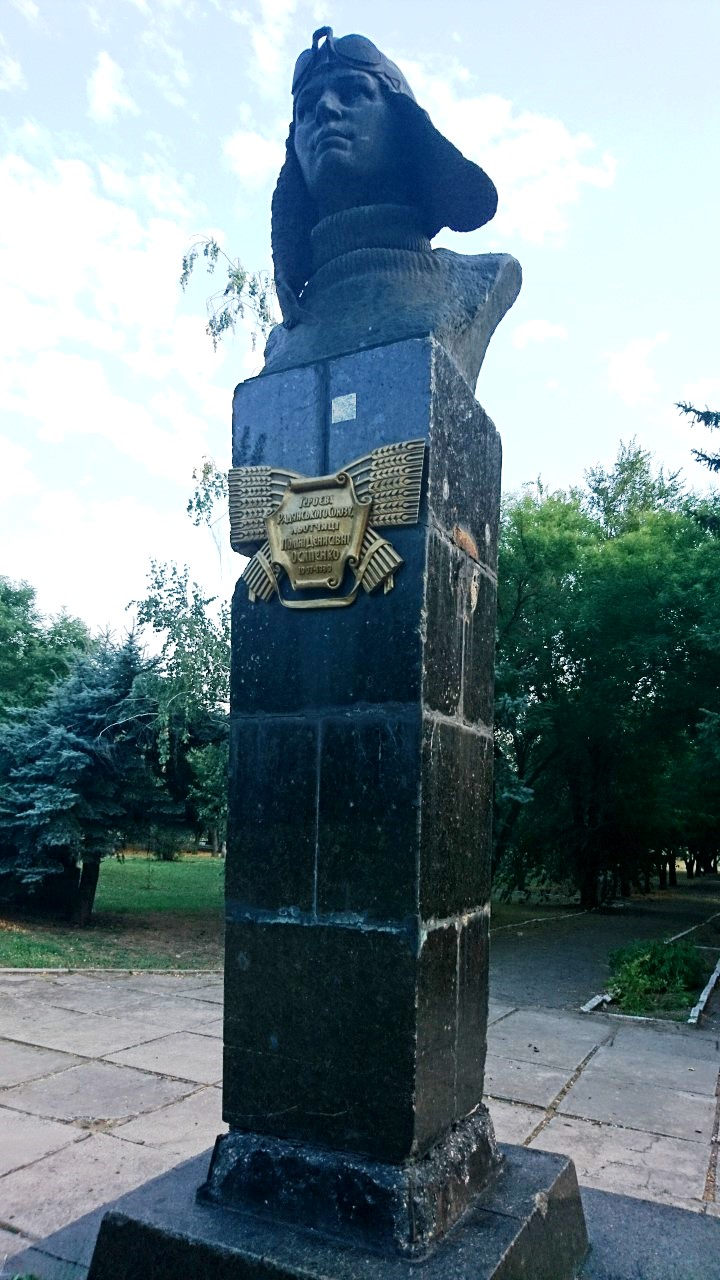
Бюст Полины Осипенко

### Комментарии
1. ↑  За командующим армией был прислан самолет, но Смирнов отказался от эвакуации из котла. Похоронен в селе Смирново